# 鏡花縁
『鏡花縁』（きょうかえん）は、清代の作家である李汝珍が1818年に発表した白話小説。章回形式で書かれた長編伝奇小説であり全100回。
魯迅の分類によると、才学小説（才学を現すための小説）にあたる。小説の前半部は唐敖や多九公といった人々が船に乗って、「女児国」や「君子国」や「無腸国」といった奇怪な国々を巡る。この前半部はよくガリバー旅行記と引き比べられる。女子の社会的抑圧や纏足や耳の穿孔を批判している。後半部では武則天が女性のために科挙を行なって、「百花仙子」が転生させた唐小山などの花仙子たちの転生である一百の才女が合格し、朝廷で政治を行う。
タイトルの「鏡花縁」は、鏡花水月という言葉から来ている。天上の仙女たちが因縁あって、人界に降り、仮に人間の姿をしている幻の世界であることを示している。

## ストーリーの概略
本書は3つの部分に分けられる。第一部は、第一回から第6回までで、神が下界に生まれ変わるという神話の枠組みを使って、『鏡花縁』の物語の発端を書く。第二部は、第7回から第50回までで、文士の唐敖の海外歴訪と唐小山が父を尋ねる旅を描き、最も人気のある部分である。第3部は、第50回から始まる。第二部と第三部の時代は唐代から武周（武則天時代）にかけて。舞台は、中国とその架空の周辺国である。
天界から下界に追放された百人の仙女たちが、百人の才女に転生する。百人は科挙の女試を受験し、全員が合格する。そのうちの一部がそれぞれ、仙女にもどる、女児国の王やその側近となる、唐王朝復興の義兵に加わるという次第を描く。
ストーリーの詳細については#内容を参照。人物については#登場人物を参照。

## 作者について
作者の李汝珍は、字は松石といい、順天府大興の出身、清代乾隆帝時代の人である。生年は1763年頃、没年は1830年頃と推測され、人生の多くを海州で過ごした。多岐にわたる学問に通じ、音韻学において特に優れていた。科挙に合格しなかったと見られるが、考証学が盛んであった時代背景を反映して、雑学にもわたる博学ぶりは鏡花縁からも窺える。1805年に「李氏音鑑」を著す。1826年頃に鏡花縁を書き上げたと見られる。

## 評価
本作は、魯迅の分類では、「才学小説」（才学をあらわすための小説）にあたる。作中に作者の博識な才学をいれるもので、『衒学的』、『知識をむやみにふり回している』、『相当な教育のある中国人にとっても退屈極まるもの』という厳しい評論を受けている。特に松枝茂夫は『正直のところ睡魔と闘うことだけでも手一杯だった』と述べている。
反面、男女平等論に言及し、女性を主役とする中国小説でありながら、色恋がないところに特色がある。また、科挙そのものは否定しないながらも、科挙のための学問に疑問を呈している表現を見られる。海外の架空の諸外国人の描写を通して、激しい風刺を行っており、思想の先進性が評価されている。
また、海外旅行小説といった要素もあり、この点について、松枝茂夫は『見方によればこれは非常に面白い小説』という評価をし、周作人も高く評価している。この点、ジョナサン・スウィフトのガリバー旅行記と比較されることも多い。
評価を受ける部分のほとんどが前半部分に集中していることも特色としてあげられる。

## 女権の提唱
『鏡花縁』の中には、“女権提唱”的な描写が見られる。例えば第七回で小山は唐敏関に科挙の受験について尋ねる。「男に男の科挙があるのなら、女にも女の科挙があるのでしょう。私達女の科挙は何年おきにあるのですか？おじさん、説明してくださいよ。私も努力して、早いうちに準備をします。（……自然男有男科，女有女科了。不知我們女科幾年一考？求叔叔說明，姪女也好用功，早做準備。）」胡適は「李汝珍が見たのは何千年も粗略にされてきた婦女問題であり、彼はこの問題を提出した中国で最初の人間である。彼の『鏡花縁』は婦女問題を討論する小説である。（李汝珍所見的是幾千年來忽略了的婦女問題，他是中國最早提出這個問題的人，他的《鏡花縁》是一部討論婦女問題的小説。」と述べ、「この書は将来中国女権史上で光栄ある位置を占めるであろう。（此書將來在中國女權史上一定會佔一個很光榮的位置。）」と考えた。
1992年、鮑家麟は「李汝珍的男女平等思想」という文章で、以下の様な『鏡花縁』の「反伝統女権」思想を指摘した。
- 纏足反対
- 外見の美の偏重反対
- 女子教育の提唱
- 女子参政の提唱
- 二重の貞操標準の反対
- 婦女の社会福利の関心

## 鏡花縁の種本
『鏡花縁』自体はフィクションであるが、作中の海外の国、異獣奇花には参考とした文献があり、特に訪れる国の描写は『淮南子』に記されている海外三十六国の記述、『山海経』や『博物誌 (張華)』などの古代地理博物小説を改編・剽窃したものである。
夏志清は「彼が最も関心があったのは、『山海経』や『拾遺記』や『博物志』などの地理典籍の中の驚くべき異国や人物や野獣をよみがえらせることであった」としている。

## 内容

### 百人の花仙、人界に降りる
三月三日、西王母の誕生日に、仙女が集まる。この席で、嫦娥が百花仙子に、「百花を一斉に咲かせるように」と言う。しかし、百花仙子はこれを断る。それから、かなりの年月が過ぎ、天星心月狐という天星が下界で生まれ変わり、武則天となっていた。彼女は、徐敬業や駱賓王の反乱を鎮圧し、中宗を追い、武周をうち立て、女性の身で皇帝となる。武則天は、気まぐれで冬に「百花斉放（いろいろな花が咲く）」の命を下した。時に百花仙子は麻姑と碁を打っており、洞府にいなかったので、花を司る神は武則天の命令を恐れ、次々に花を咲かせ、牡丹だけが遅れて咲き、貶しめられ洛陽に植えられた。天帝は百花仙子が陰陽を乱し，「時ならずして咲き、地上の王に媚びた（呈豔於非時之候，獻媚於世主之前）」として、罰として百花仙子と九十九人の花仙（花を司る仙人）を地上に生まれ変わらせて流罪にした。そして海外をめぐり、艱難辛苦をくぐって、やっと罪が許されるとした。百人の仙人は、中国や海外の人間の女性の身に生まれ変わる。（第1回～第6回）

### 唐敖、海外に出発する
百花仙子は嶺南の文士の唐敖の家に生まれ変わり、唐小山として生まれた。それから十数年が過ぎ、嶺南にすむ唐敖という人物が、科挙に探花（第3位）として及第していた。しかし、徐敬業と親しくしていたという理由により、武則天によって、元の秀才（科挙受験生）にもどされる。望みを失っているところに、老人に遇い、「海外にいる12人の名花を探し出し、保護した上で、修行を行えば、小蓬莱で仙人になることができるだろう」と言われる。ちょうど、この折、妻の兄にあたる貿易商人の林之洋が海外に交易にいこうとしていた。唐敖は志願して船に乗せてもらう。また、舵工の多九公という老人は、博学で物知りであった。さらに、林之洋の妻・呂氏、娘の林婉如も同行する。（第7回～第8回）

### 海外、三十数か国を巡り、世を絶つ
唐敖、林之洋、多九公たちは、東口山、君子国、大人国、労民国、聶耳国、無腸国、犬封国、元股国、毛民国、毘騫国、無継国、深目国、黒歯国、小人国、蚤国、跂踵国、長人国、麟鳳山、白民国、淑士国、両面国、穿胸国、厭火国、寿麻国、結胸国、炎火山、長臂国、翼民国、豕喙国、伯慮国、巫咸国、岐舌国、智佳国、女児国、軒轅国、三苗国、丈夫国を巡る。現在の世の中を風刺し、ある程度のユートピアの理想を託している。それぞれ中国と文化風習思想体型などが違い、珍しい光景を目の当たりにする。時として辛辣な時勢風刺となっている。東口山では、唐敖は空草や朱草という仙人界の薬を食べ、重い物持ち高く跳ぶことができるようになる。さらに、途上で、鮫人、蠶女、當康、果然、麟鳳、狻猊などの奇異な生物を目にし、多くの奇妙な風習を知る。例えば女児国では、中国と男女の風習が入れ替わっており「男はスカートを着て、婦人となり、家事をする。女は靴や帽子を付けて、男となり、家の外で働く。（男子反穿衣裙，作為婦人，以治内事；女子反穿靴帽，作為男人，以治外事）」。君子国では、住人がすべて人格者であり、「国王は厳命を出し、もし臣民に珍しい宝を献上するものがあれば、その宝を焼き捨てない限り、刑罰に処す。（國主向有嚴諭，臣民如將珠寶進獻，除將本物燒燬，並問典刑）」、また人民は互いに礼儀正しく譲り合い、「士人も庶民も、富貴や貧賤に関わらず、挙措や言動が、恭しく礼儀正しくないものがいなかった（士庶人等，無論富貴貧賤，舉止言談，莫不恭而有禮）」。また、東口山で駱紅蕖、君子国で廉錦楓、元股国で尹紅萸、黒歯国で盧紫萱・黎紅薇、麟鳳山で魏紫桜、淑士国で司徒嫵児、両面国で余麗蓉、巫咸国で姚芷馨・薛蘅香、岐舌国で枝蘭音、女児国で陰若花に出会い、その多くを保護する（この12人が海外に流浪していた12名花）。枝蘭音と女児国の太子である陰若花は同行することになった。途上、様々な小事件が起きる。特に、女児国では国王に林之洋が見初められ、後宮にいれられ、貴妃に任じられた上で、纏足を施されてしまう。唐敖の機略により、林之洋は解放される。丈夫国から不死国を目指す途中で、嵐にあい、小蓬莱に流される。ここで、唐敖は俗世を離れる気持ちは変わることはなく、山に入り仙人となり、戻らなかった。林之洋、多九公は探したが、世を絶った旨の七言絶句を見つけて断念し、嶺南にもどる。（第9回～第40回）

### 女試の決定がなされる
聖歴元年となり、武則天が勅命をくだし、女試（女科挙）が開かれることとなった。実施は聖歴3年、資格は16歳までである。唐敖の娘であり、百花仙子の生まれ変わりである唐小山は女試を受験することを決めていた。母の林氏と弟の唐小峯とともに林之洋の家に赴いた時に、唐敖失踪の真相を知る。唐小山は、林之洋にせがみ、小蓬莱を目指すことになる。この時、唐小山、林之洋とともに多九公、呂氏、林婉如、陰若花も同行することになった。（第41回～第43回）

### 唐小山、小蓬莱にたどりつく
唐小山は、君子国で水の妖怪に襲われたが、仙人により救出される。蘇生させられた時に仙人の資格を得る。途中、何度か危機があるがその度に救われる。小蓬莱につき、唐小山と陰若花とともに、二人で唐敖を探す。十数日して、老人に父からの手紙を渡される。中には、「女試に合格したら遇おう」と書かれていた。老人に従い、泣紅亭につき、そこにある白玉碑に、自分たちを含む百才女の前身、順位、綽名、姓名が記されていた。父の手紙と白玉碑の自分の名が『唐閨臣』であったため、名を変えることにする。帰路に、盧紫萱・黎紅薇を加える。嶺南への帰りはすこぶる順調に終わる。（第44回～第54回）

### 女試、開かれる
唐閨臣は、陰若花、林婉如、盧紫萱、黎紅薇、枝蘭音、駱紅蕖、廉錦楓に加え、多九公の姪である秦小春、田鳳翾、剣侠の術を身につけた顔紫綃とともに女試のため上京することに決定する。途上で、唐王朝の血をひく宋良箴も加入した。この頃、武周打倒のために決起した史府は滅ぼされ、徐敬業と駱賓王の子である余承志と洛承志は唐王朝復興のために小瀛州山に集まっていた。女試に向かう唐閨臣の北上とともに人数も増え、29名で長安に入る。泊まった紅文館でさらに増え45名となり、全員が部試を合格する。この時、女児国から飛車に乗って、国舅が陰若花を迎えに来るが、陰若花は断る。殿試が開かれ、武則天に閲する。女試の結果は、合格者100名、一等才女50名、二等才女40名、三等才女10名であった。全て白玉碑の百才女の順位、姓名通りである。当初は、唐閨臣が首席であったのを、武則天が唐閨臣の姓名を問題にしていた。そのため、一位から十位までと、十一位から二十位までの順位をいれかえ、元々、武則天に才芸を見いだされ、女試を開かれる端緒にもなった史幽探、哀萃芳が首席となった。武則天は百才女に面会し、陰若花に女児国に戻るように命じ、陰若花は、盧紫萱、黎紅薇、枝蘭音の3人の同行を願い出て、全て外国の出身であったため、許される。（第55回～第68回）

### 陰若花の帰国
陰若花たちへの送別と全員の合格を祝う宴会が、試験官であった礼部尚書・卞浜の邸宅で行われる。卞浜の娘や姪である卞宝雲、孟紫芝ら姉妹が歓待にあたった。座席は籤で決め、陰若花が首席、唐閨臣が末座となる。東道（主人役）は、董青鈿との賭けに勝った孟紫芝が任じられる。百才女は囲碁、琴、画、書、馬弔、双六、象棋、秋千（ブランコ）、笛、投壺、釣り、闘草、算術、酒令、弓、数学、音韻学、蹴鞠、漢詩、文学論などでそれぞれ技芸を見せつける。途中で、嫦娥と風姨が女試の落第生に化けて乱入するという騒ぎもあったが、神仙により事なきを得た。唐閨臣の音頭で、別れる陰若花たちに記念の「長安送別図」詩詞数千首が贈られる。陰若花たち4人は3台の飛車に乗り、帰っていった。陰若花が戻ると、王は死んでおり、陰若花が女児国王に即位する。

### 唐閨臣、小蓬莱で仙人となる
唐閨臣は父探しのため、小蓬莱に赴こうとする。時に、弟の唐小峯は駱紅蕖と、林婉如は田鳳翾の兄、田廷と結婚する。宋良箴は、駱賓王の子である洛承志と結婚する。唐閨臣は婚礼の話を断り、林之洋、顔紫綃、呂氏とともに小蓬莱に向かう。唐閨臣、顔紫綃は二人で小蓬莱に入り、三月したが戻らなかった。林之洋は女童に二人からの手紙を渡され、夜叉に追われたのもあって、そのまま帰還する。

### 唐王朝復興
成人した徐敬業と駱賓王の子である余承志、洛承志が決起し、勤王反周の義兵を起こす。文府、章府、小瀛州山の三道が集まり、その中には唐小峯、田廷、顔紫綃の兄にあたる顔崖もいた。百才女のうち、35名がこれに加わる。宋良箴の兄である宋素と文府の長子である文芸を中心として軍は進撃する。途中、長安を守る武一族が仕掛けた四つの酒色財気の『迷魂陣』に阻まれる。しかし、神仙の助けもあって、公子が10名、百才女のうち10名が犠牲となるも、うち破ることに成功する。張昌宗と張易之の兄弟は斬られ、武則天は退位し、中宗が復位する。かくして天下は李氏の唐に戻り、中宗が位を継いだ。武則天が依然として健在であり、来年、女試を開くこと、合格した才女に紅文宴にもどるように勅命をだすところで終わる。これは全体の半分であり、続きは書く予定はあったことが語られる。

## 登場人物
鏡花縁に登場し、活躍する百才女は、百人の花を司る仙女が下界に降りてきた姿である。
そのため、前身である花の仙女がそれぞれいる。また、綽名も存在するが、作中で呼ばれたことはない。海外12名花と唐小山に関係に深い人物を外せば、わずかな例外をのぞいて、宴席で技芸を披露する以外の台詞はほとんどない。
百才女
- 司百花仙子：唐閨臣　第十一名才女。本名、唐小山。百花仙を率いる百花仙子の生まれ変わり。主人公格にあたる。#内容を参照。
- 司牡丹花仙子：陰若花　第十二名才女。女児国の太子。女児国で林之洋を救ったが、命を狙われ、唐敖に救われる。#内容を参照。
- 司木蓮花仙子：駱紅蕖　第三十三名才女。東口山で唐敖らと出会う。虎の目を毒矢で射抜く弓の名手。駱賓王の娘であり、父の決起失敗後、海外に逃れていた。
- 司水仙花仙子：廉錦楓　第三十二名才女。君子国の上大夫であった廉礼の娘。水中に一日中潜ることができる。ナマコを採るために、海中に潜り、網にかかったところを唐敖に救われる。
- 司木蘭花仙子：尹紅萸　第三十九名才女。唐の御史大夫であり、唐敖の師にあたる尹元の娘。父が讒言を受けたために、元股国にともに逃亡してきた。漁を採る網を編むのに長けている。
- 司杏花仙子：盧紫萱　第二十二名才女。黒歯国の盧秀才の娘。幼名、亭亭。博学で音韻学や経典に通じ、知識自慢の多九公をやりこめて、皮肉ってあざ笑う。極貧のため、黒歯国では及第できない。
- 司鉄樹花仙子：黎紅薇　第三十六名才女。黒歯国の盧秀才の弟子。幼名、紅紅。盧紫萱に及ばないが、学問に通じ、多九公をともにやりこめる。後に、両面国の賊に捕らわれていたが、唐小山らとともに送り返され、同行することになる。
- 司秋海棠花仙子：魏紫桜　第四十名才女。徐敬業とともに反乱に加わった魏思温の娘。麟鳳山で唐敖たちを救う。父から学んだ火銃によって、遠距離から狻猊を倒す。
- 司玉蘭花仙子：司徒嫵児　第三十名才女。淑士国の領兵副将の娘。幼くして宮女となる。淑士国駙馬に仕え、余承志と婚約する。余承志の逃亡を助けようとして、かえって駙馬に告げられ、罪を得て売り出されたところを、唐敖に救われる。
- 司蝋梅花仙子：余麗蓉　第三十一名才女。徐敬業の兄、徐敬公の娘。商船が故障したところを唐敖に救われる。単独で海賊を倒すほどの弾弓の名手。
- 司木棉花仙子：薛蘅香　第四十三名才女。徐敬業とともに反乱に加わった薛仲璋の娘。機織に長け、姚芷馨とともに絹を販売する。
- 司木香花仙子：姚芷馨　第四十六名才女。河北都督・姚禹の娘。父とともに巫咸国に逃れてきていた。養蚕に長け、巫咸国に伝える。
- 司迎輦花仙子：枝蘭音　第四十五名才女。岐舌国通訳・枝鐘の娘。岐舌国に住むと病気になる病に幼少からかかっていた。唐敖の養女となり、同行する。岐舌国王唐敖にくれた字母の謎を解く。
- 司素馨花仙子：林婉如　第三十四名才女。林之洋の娘。父の海外渡航に同行する。書道に長け、唐敖に学び、学問をおぼえる。大人しく、船に残ることが多い。
- 司凌霄花仙子：顔紫綃　第四十四名才女。唐小山の近所に住む全身、紅一色の服装に、紅顔の少女。父から剣客の技を学び、武芸に長け、数十里をわずかの時間で移動することができる。
- 司瓊花仙子：宋良箴　第十七名才女。唐の皇族で、武則天に反し、兵を挙げて失敗した九王の娘。尼となっていたが、還俗する。
- 司碧桃花仙子：燕紫瓊　第三十七名才女。燕家村に住む。紫一色の服装をしている。剣客の技を学んでおり、顔紫綃とともに許嫁の宋素を救い出す。
- 司鳳仙花仙子：易紫菱　第四十七名才女。宋素を護送していた熊訓のいとこ。顔紫綃と燕紫瓊のところに宋素を取り返しに来る。紅一色の服装で剣客の技を学んでいる。唐小山に理を説かれ、女試を受ける仲間に入る。
- 司笑靨花仙子：孟紫芝　第二十六名才女。礼部侍郎・孟謨の三女。辛辣でおしゃべりだが、機転がきき、多芸で記憶力がよい。宴席で技芸をふるう百才女を訪れ、全員を把握する。
- 司洛陽花仙子：卞宝雲　第十四名才女。礼部尚書・卞浜の長女。父に代わって、陰若花を送る宴席の主人となり、とりまとめを行う。
- 司含笑花仙子：董青鈿　第二十八名才女。礼部主客員外郎・董端の五女。口が悪い孟紫芝や宴席で開き直る孟芸芝にからむ。
- 司子午花仙子：孟芸芝　第五十四名才女。孟謨の兄、孟謀の四女。占いに長じる。宴席での酒令では題目を忘れ、罰杯100を受けてしまう。
- 司山礬花仙子：米蘭芬　第八十三名才女。智佳国の算法の大家・米氏の娘。算法に優れる。円周率の計算や音速からの雷の落ちた距離の測定を行う。

百才女の関係者
- 唐敖：嶺南に住む旅行好きの読書家。科挙に探花（三席）で合格したが、徐敬業らと義兄弟になっていたので、不合格となる。後に、神託を受け、海外に十二名花を救えば、小蓬莱で仙人になれると聞き、林之洋の海外渡航に同行する。#内容を参照。
- 林之洋：唐敖の妻、林氏の兄。嶺南において、海外貿易を行っている。唐敖の同行に同意し、名花を探す唐敖につきあう。かなりの美男子だが、学問は深くはない。#内容を参照。
- 多九公：姓が多。排行が9で、80歳を越えた老人であるため、こう呼ばれる。物知りであるため、冗談で『多不識』と綽名される。秀才にまでなったが、科挙に通らず、商人として失敗し、舵取りとして唐敖と林之洋の外国への紹介を行う。知ったかぶりをすることがたまにある。
- 徐敬業、駱賓王：武則天が中宗を廃したため、決起するが敗れる。徐敬業は殺され、駱賓王は行方不明となる。それぞれの息子を『承志』と名付け、逃亡させる。

朝廷関係者
- 武則天：唐王朝に代わり、武周を建国し、史上唯一の女皇帝となる。百花仙子たちが地上に降ろされるきっかけをつくり、女試を開催する。最後は文芸らに敗北して退位し、唐王朝は復興することになった。
- 上官婉児：武則天に仕える女性。花にちなんだ漢詩九十九首を他の群臣の誰よりも早く優れたものを書き上げる才媛。
- 武四思、武五思、武六思、武七思：武周の都・長安の城外四方の関を守る武一族。北・酉水関は武四思、西・巴刀関は武五思、東・才貝関は武六思、南・无火関は武七思が守り、それぞれ関前に迷魂陣をひく。
- 文芸：淮南節度使・文隠の長子。百才女の一人、章蘭英を妻とする。父の死後、跡を継ぎ、唐朝復興の兵を率いて、武一族の四関を攻める。この戦いで弟妹とその伴侶全員が死ぬか行方不明となる。
- 卞浜：武周の礼部尚書。進士から昇進した。巨万の富を先祖から継ぎ、飢饉の際に国家にその富の半分を献上し、人物を礼遇したため、『卞万頃』、『賽孟嘗』と呼ばれる。女試の試験官となる。受験した七人の娘は全て合格した。

## 百人の才女
| - 司曼陀羅花仙子第一名才女“蠹書蟲”史幽探 - 司虞美人花仙子第二名才女“萬斛愁”哀萃芳 - 司洛如花仙子第三名才女“五色筆”紀沉魚 - 司青嚢花仙子第四名才女“蝌蚪書”言錦心 - 司療愁花仙子第五名才女“雕蟲技”謝文錦 - 司靈芝花仙子第六名才女“指南車”師蘭言 - 司玫瑰花仙子第七名才女“綺羅叢”陳淑媛 - 司珍珠花仙子第八名才女“錦繍林”白麗娟 - 司瑞聖花仙子第九名才女“升平頌”國瑞徴 - 司合歡花仙子第十名才女“普天樂”周慶覃 - 司百花仙子第十一名才女“夢中夢”唐閨臣 - 司牡丹花仙子第十二名才女“女中魁”陰若花 - 司木筆花仙子第十二名才女“風月主”印巧文 - 司洛陽花仙子第十三名才女“回文錦”卞寶雲 - 司蘭花仙子第十五名才女“血涙箋”田秀英 - 司菊花仙子第十六名才女“玉無瑕”林書香 - 司瓊花仙子第十七名才女“龍鳳質”宋良箴 - 司蓮花仙子第十八名才女“藍田玉”章蘭英 - 司梅花仙子第十九名才女“百煉霜”陽墨香 - 司海棠花仙子第二十名才女“花御史”酈錦春 - 司桂花仙子第二十一名才女“水中月”田舜英 - 司杏花仙子第二十二名才女“小太史”盧紫萱 - 司芍薬花仙子第二十三名才女“玉交枝”鄴芳春 - 司茉莉花仙子第二十四名才女“珊瑚玦”邵紅英 - 司芙蓉花仙子第二十五名才女“玉玲瓏”祝題花 - 司笑靨花仙子第二十六名才女“箇中人”孟紫芝 - 司紫薇花仙子第二十七名才女“一剪紅”秦小春 - 司含笑花仙子第二十八名才女“蕙蘭風”董青鈿 - 司杜鵑花仙子第二十九名才女“小嫦娥”褚月芳 - 司玉蘭花仙子第三十名才女“錦繡肝”司徒嫵兒 - 司蝋梅花仙子第三十一名才女“神彈子”余麗蓉 - 司水仙花仙子第三十二名才女“凌波仙”廉錦楓 - 司木蓮花仙子第三十三名才女“小楊香”駱紅蕖 - 司素馨花仙子第三十四名才女“賽鐘徭”林婉如 - 司結香花仙子第三十五名才女“碧玉環”廖熙春 - 司鐵樹花仙子第三十六名才女“女學士”黎紅薇 - 司碧桃花仙子第三十七名才女“鸚鵡舌”燕紫瓊 - 司繍球花仙子第三十八名才女“天孫錦”蔣春輝 - 司木蘭花仙子第三十九名才女“三面網”尹紅萸 - 司秋海棠花仙子第四十名才女“小獵戸”魏紫櫻 - 司刺蘼花仙子第四十一名才女“女英雄”宰玉蟾 - 司玉簇花仙子第四十二名才女“夢中人”孟蘭芝 - 司木棉花仙子第四十三名才女“織機女”薛蘅香 - 司凌霄花仙子第四十四名才女“女中俠”顔紫綃 - 司迎輦花仙子第四十五名才女“離郷草”枝蘭音 - 司木香花仙子第四十六名才女“采桑女”姚芷馨 - 司鳳仙花仙子第四十七名才女“芙蓉劍”易紫菱 - 司紫荊花仙子第四十八名才女“清風翼”田鳳翾 - 司薔薇花仙子第四十九名才女“廣寒月”常紅珠 - 司秋牡丹花仙子第五十名才女“鴛鳳儔”葉瓊芳 | - 司錦帶花仙子第五十一名才女“鴻文錦”卞彩雲 - 司玉蕊花仙子第五十二名才女“夜光璧”呂堯蓂 - 司八仙花仙子第五十三名才女“清虚府”左融春 - 司子午花仙子第五十四名才女“意中人”孟芸芝 - 司青鸞花仙子第五十五名才女“睿文錦”卞綠雲 - 司旌節花仙子第五十六名才女“君子風”董寶鈿 - 司瑞香花仙子第五十七名才女“五彩虹”施艶春 - 司荼蘼花仙子第五十八名才女“鴛鴦帶”竇耕煙 - 司月季花仙子第五十九名才女“朝霞錦”蔣麗輝 - 司夜来香花仙子第六十名才女“水晶珠”蔡蘭芳 - 司罌粟花仙子第六十一名才女“書中人”孟華芝 - 司石竹花訕子第六十二名才女“綺文錦”卞錦雲 - 司藍菊花仙子第六十三名才女“連理枝”鄒婉春 - 司丁香花仙子第六十四名才女“玉壺冰”錢玉英 - 司棣棠花仙子第六十五名才女“錦帆風”董花鈿 - 司迎春花仙子第六十六名才女“雙鳳釵”柳瑞春 - 司千日紅花仙子第六十七名才女“雄文錦”卞紫雲 - 司翦春羅花仙子第六十八名才女“畫中人”孟玉芝 - 司夾竹桃花仙子第六十九名才女“羅文錦”蔣月輝 - 司荷包牡丹花仙子第七十名才女“連城璧”呂祥蓂 - 司西番蓮花仙子第七十一名才女“比目魚”陶秀春 - 司金絲桃花仙子第七十二名才女“峨眉月”掌驪珠 - 司翦秋紗花仙子第七十三名才女“鴛鴦錦”蔣星輝 - 司十姊妹花仙子第七十四名才女“花上露”戴瓊英 - 司麗春花仙子第七十五名才女“如意風”董珠鈿 - 司山丹花仙子第七十六名才女“堯文錦”卞香雲 - 司玉簪花仙子第七十七名才女“月中人”孟瑤芝 - 司金雀花仙子第七十八名才女“瑤台月”掌乘珠 - 司梔子花仙子第七十九名才女“麒麟錦”蔣秋輝 - 司真珠蘭花仙子第八十名才女“女菩提”緇瑤釵 - 司佛桑花仙子第八十一名才女“龍文錦”卞素雲 - 司長春花仙子第八十二名才女“比翼鳥”姜麗樓 - 司山礬花仙子第八十三名才女“持籌女”米蘭芬 - 司寶相花仙子第八十四名才女“涴花石”宰銀蟾 - 司木槿花仙子第八十五名才女“胭脂萼”潘麗春 - 司蜀葵花仙子第八十六名才女“鏡中人”孟芳芝 - 司雞冠花仙子第八十七名才女“同心結”鍾繍田 - 司蝴蝶花仙子第八十八名才女“仁風扇”譚蕙芳 - 司秋葵花仙子第八十九名才女“眼中人”孟瓊芝 - 司紫茉莉花仙子第九十名才女“舗地錦”蔣素輝 - 司梨花仙子第九十一名才女“荊山璧”呂瑞蓂 - 司藤花仙子第九十二名才女“太平風”董翠鈿 - 司蘆花仙子第九十三名才女“瀟湘月”掌浦珠 - 司蓼花仙子第九十四名才女“鶴頂紅”井堯春 - 司葵花仙子第九十五名才女“海底月”崔小鶯 - 司楊花仙子第九十六名才女“鐵笛仙”蘇亞蘭 - 司桃花仙子第九十七名才女“賽趙娥”張鳳雛 - 司草花仙子第九十八名才女“小毒蜂”閔蘭蓀 - 司菱花仙子第九十九名才女“筆生花”花再芳 - 司百合花仙子第一百名才女“一巻書”畢全貞 |